# Zhou Yan (Curlerin)
Zhou Yan (chinesisch 周妍, Pinyin Zhōu Yán; * 30. September 1982 in Harbin) ist eine chinesische Curlerin. Zuletzt spielte sie auf der Position des Lead im Team von Skip Wang Bingyu.
Bei der Curling-Weltmeisterschaft 2008 konnte sie zusammen mit ihren Teamkolleginnen als erstes asiatisches Team eine Medaille (Silber) bei einer Weltmeisterschaft gewinnen. Im folgenden Jahr zeigte man bei der WM in Südkorea von allen Teams die stärksten und konstantesten Leistungen und wurde Weltmeister. Ihre bislang letzte Medaille bei einer Weltmeisterschaft gewann sie 2011 durch einen dritten Platz. Zhou hat mit Wang Bingyu durchgehend von 2005 bis 2013 an der Weltmeisterschaft teilgenommen und dann wieder an der Weltmeisterschaft 2017, bei der die Chinesinnen den 11. Platz erreichten.
Zhou hat bislang elfmal mit der Mannschaft von Wang Bingyu an der Pazifik-Asienmeisterschaft teilgenommen und stand zehn Mal im Finale. 2006, 2007, 2008, 2009, 2011 und 2012 gewann sie die Goldmedaille, 2004, 2005, 2013 und 2016 die Silbermedaille.
Bei den Olympischen Winterspielen 2010 in Vancouver gewann sie mit ihrer Mannschaft die Bronzemedaille. Das Spiel um Platz 3 gewannen sie gegen das Schweizer Team um Skip Mirjam Ott mit 12:6. Vier Jahre später war sie bei den Olympischen Winterspielen 2014 in Sotschi wieder dabei, konnte aber nur den siebten Platz erreichen. Im Dezember 2017 sicherte sie sich mit dem Team von Wang Bingyu beim Olympischen Qualifikationsturnier in Pilsen einen der beiden letzten Startplätze für die Olympischen Winterspiele 2018 in Pyeongchang. Dort spielte sie als Third und belegte mit der chinesischen Mannschaft nach vier Siegen und fünf Niederlagen in der Round Robin den fünften Platz.

## Privatleben
Zhou ist verheiratet und hat einen Sohn. Sie arbeitet als Lehrerin.